# Улица Каплан (Тель-Авив)
Улица Каплан (ивр. רחוב קפלן‎ — рехо́в ка́план) — одна из центральных улиц Тель-Авива. Является одной из основных улиц города, и служит въездом в центр Тель-Авива с шоссе № 20 (соединяющее север и юг страны с прибрежными городами), а также с востока, из Гиватаима и Рамат-Гана. Названа именем Элиэзера Каплана, политика и общественного деятеля, первого министра финансов Израиля. Проходит с запада на восток (как продолжение улицы Дизенгофа на запад), от улицы Ибн-Габироля до проспекта Бегина. Продолжается на восток как улица Гиват ха-тахмошет (ивр. רחוב גבעת התחמושת‎ — Арсенальная горка).

## История
В 1871 году на холме неподалёку от Яффо была основана колония Сарона — сельскохозяйственное поселение темплеров, немецких христиан, целью которых было заселение Святой земли. Сарона была построена подобно древнеримским городам и большинству южногерманских деревушек — пересекающиеся крестом «Дорога к морю» (с запада на восток, ныне улица Каплана) и улица Кристофа Хоффманна (с севера на юг, ныне улица Давида Элазара), на протяжении которых стояло 30 жилых домов, а также несколько общественных зданий, текстильная фабрика и большая винодельня. Все постройки были возведены из куркара — местного материала, часто использующегося в странах средиземноморья. С запада «Дорога к морю» примыкала к дороге, соединяющей арабские Яффо и деревню Сумайль (нынешние улицы Ибн-Габироль и Иехуда Галеви), с востока — к дороге на Наблус и Дамаск (проспект Бегин).
В 1917 году, во время Первой мировой войны, темплеры были временно выселены из Палестины британскими властями. В 1939 году, во время Второй мировой войны, темплеры были выселены снова, на этот раз окончательно. Их постройки перешли сначала в британское, а в 1947 году в израильское владение, и Сарона превратилась в правительственный район «Ха-кирья́» (ивр. הקריה‎), который включал в себя первую нетайную еврейскую военную базу в Палестине («База им. Иеошуа Глобермана», северная сторона Каплана) и дома, временно занятые правительством создающейся страны (южная сторона улицы). В 1949 году, после провозглашения Государства Израиль и Войны за независимость, правительство переехало в Иерусалим, а в «Ха-кирие» разместились штаб полиции, радио «Голос Израиля» (ивр. קול ישראל‎ — Коль Исраэ́ль), тель-авивский роддом (служивший до 1997 года) и несколько гос. учреждений. Армейская база позже была переименована в «Базу им. Рабина», и в ней разместился Генштаб ЦАХАЛа и Министерство обороны.
В 1960-е и 1970-е годы в западной части улицы Каплан (вне «Ха-кирии») было возведено множество общественных сооружений — здания Еврейского агентства и Всемирной сионистской организации, Дом журналистов им. Соколова, Дом писателей и другие, большинство которых построено в стиле брутализма, свойственного израильским постройкам того времени. В 2005 году в южно-восточном конце улицы была возведена «Башня Ха-кирья», шестой по высоте небоскрёб в Израиле и четвёртый по высоте в Тель-Авиве, который занят частными фирмами и правительственными учреждениями.

## Расширение улицы и восстановление Сароны

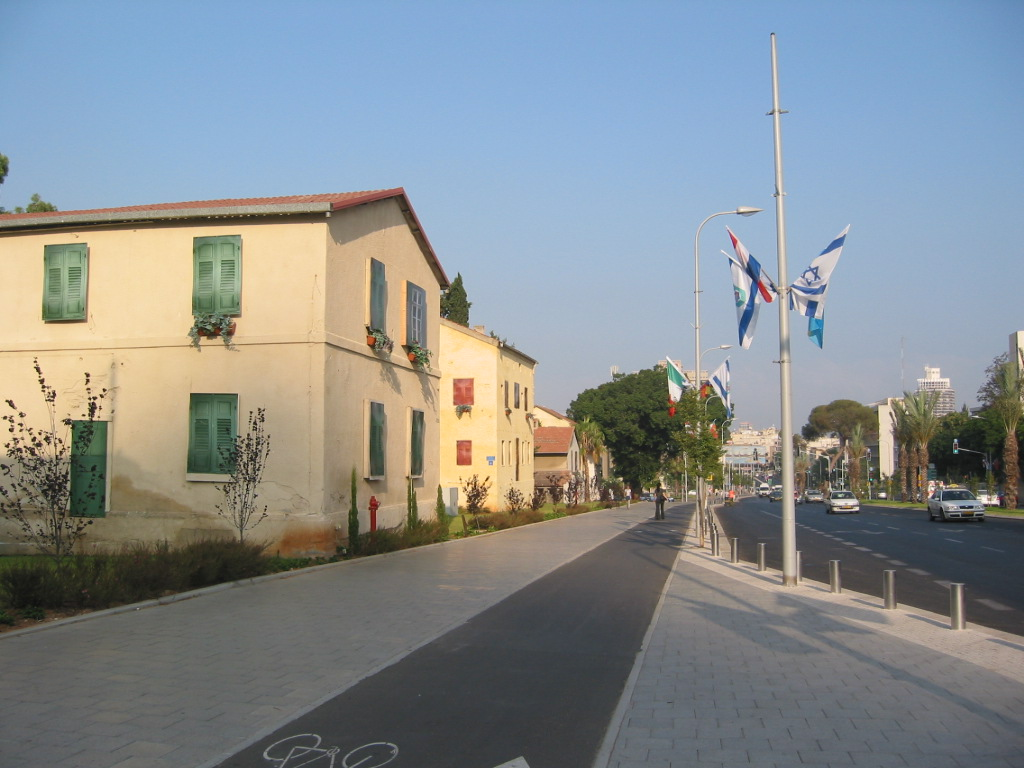
Часть южной стороны улицы, после расширения проезжей части и восстановления зданий

Со временем, по мере увеличения количества автомобилей и пешеходов, улице потребовалось расширение. Планы муниципалитета по увеличению проезжей части путём сноса обветшалых темплерских домов вызвали протесты Совета по сохранению исторических объектов в Израиле. После объявления этих зданий историческими объектами, в 2000 году был подан новый план проекта расширения дороги, в рамках которого в 2005 году 5 домов были передвинуты на расстояние около 30 метров, что стало первым подобным опытом в Израиле, и обошлось в 26 000 000 шекелей (около $ 6 000 000). В 2008 году улица Каплана закончила расширение, здания темплеров были отремонтированы и в 2012 году район был открыт для посещения публики.
В двухэтажных домах вдоль аллеи расположены бутики, рестораны и кафе. Высажены деревья, сделано два пруда, детские площадки. Район является популярным местом отдыха жителей Тель-Авива.

## Демонстрации протеста
Из-за расположенных на ней многих государственных учреждений улица Каплан часто становится местом проведения демонстраций и актов протеста против политики правительства. Расширение улицы позволило проводить огромные демонстрации во время Палаточного протеста 2011—2012 годов: 5 августа 2011 года в митинге участвовало 300 000 человек, а десятитысячный митинг 14 июля 2012 года завершился самосожжением Моше Сильмана.

## Достопримечательности улицы
Каплан 4: Дом журналистов им. Соколова (ивр. בית סוקולוב‎ — Бейт со́колов) служит домом для Союза журналистов. Поиски финансирования строительства велись с 1945 года. В мае 1947 года была проведена церемония памяти журналиста Нахума Соколова, поступления с которой пошли на постройку здания, которая началась в 1953 году. В 1957 году Дом журналистов был открыт и до сих пор служит главной базой для освещения различных экстренных событий, таких как войны и катастрофы.
Каплан 6: Дом Писателей им. Черниховского (ивр. בית הסופר‎ — Бейт ха-софе́р) был построен в 1957 году для израильского Союза писателей. Сегодня в нём проходят мероприятия для широкой публики, связанные с литературой, а также расположен главный архив израильской литературы «Гнази́м» (ивр. גנזים‎).
Башня Ха-кирья (ивр. מגדל הקריה‎ — Мигда́ль ха-кирья́), расположенная на Бегин 125 (угол Каплан), была построена в 2005 году на земле, купленной у ЦАХАЛа, для размещения в ней части правительственного аппарата, в том числе Министерства внутренних дел и Налоговой службы. В процессе постройки проект был расширен, и были достроены ещё 14 этажей, используемых частными предпринимателями. На крыше небоскрёба расположена вертолётная площадка, а под зданием подземная стоянка на 1000 автомобилей.